# Víctor Mejías
Víctor Mejías – wenezuelski bokser, brązowy medalista Igrzysk Ameryki Środkowej i Karaibów z roku 1938.